# Xã Koylton, Michigan
Xã Koylton (tiếng Anh: Koylton Township) là một xã thuộc quận Tuscola, tiểu bang Michigan, Hoa Kỳ. Năm 2010, dân số của xã này là 1.585 người.